# Mariola Kukuła
Mariola Kukuła (Mariola Fotez, Mariola Kukuła-Fotez) (ur. 23 października 1953 we Wrocławiu) – polska aktorka filmowa i teatralna.

## Życiorys
Jako aktorka debiutowała w wieku 17 lat w filmie Kto wierzy w bociany? z 1970 roku (reż. Jerzy Stawiński i Helena Amiradżibi-Stawińska). Swoim występem wywołała skandal obyczajowy, ponieważ była pierwszą polską nastoletnią aktorką, która rozebrała się przed kamerą (czemu nie sprzeciwiali się jej rodzice). Do 1974 roku zagrała jeszcze kilka epizodycznych ról i zniknęła z ekranów. W 1978 roku ukończyła studia wyższe w Państwowej Wyższej Szkole Filmowej, Telewizyjnej i Teatralnej w Łodzi. Po dyplomie występowała krótko na deskach Teatru Dramatycznego w Wałbrzychu. W latach 1980–1989 przebywała za granicą Polski. Do aktorstwa powróciła w 1990 roku. Występowała w łódzkich teatrach: Nowym oraz Zwierciadło (1990–2001). Grywała również w filmach i serialach telewizyjnych, odtwarzając zazwyczaj role epizodyczne.

## Filmografia
| - Kto wierzy w bociany? (1970) – Danka Borowiec - Z tamtej strony tęczy (1972) – Ania, siostra Teresy - Ziemia obiecana (1974) - Wiosna panie sierżancie (1974) – dziewczyna na rowerze - Wielka wsypa (1992) – prostytutka - Kawalerskie życie na obczyźnie (1992) - Przypadek Pekosińskiego (1993) - Dwa księżyce (1993) – Zośka - Łóżko Wierszynina (1997) - Pornografia (2001) – służąca - Chaos (2006) – Basia, matka Sławka - Stary człowiek i pies (2008) – lekarka na porodówce - Kryształowa dziewczyna (2016) – pielęgniarka |  | - Dom (1997) – odc. 18 - Klan (1997-2019) – 3 role - Małopole czyli świat (2001) – Krystyna Woszkowa, żona Kazika - M jak miłość (2003-2018) – odc. 177, 178, 488, 1369 - Na Wspólnej (2013-2019) – sędzia - Sprawa na dziś (2005) – matka Pawła, odc. 34 - Plebania (2009–2010) – 2 role, odc. 1420, 1536 - Komisarz Alex (2013–2016) – 2 role, odc. 29, 103 - Oko za oko (2018) – sąsiadka Ingi Kośmider, odc. 8 |